# فیض‌آباد (سلسله)
فیض‌آباد یا وَرمَزیار روستایی از توابع بخش مرکزی شهرستان سلسله در استان لرستان ایران است. این روستا حدوداً 54 خانوار در آن زندگی میکند.اهالی این روستا به زبان لکی صحبت می کنند و مذهب آنها شیعه است.
بدلیل قرار گرفتن این روستا در شرایط خاص جغرافیایی، این روستا دارای طبیعتی بکر و دست نخورده می باشد که در همجواری رودخانه زیبای کهمان توانسته حتی شرایط آب و هوایی متفاوتی را نیز تجربه کند. اکثریت جمعیت این روستا باسواد و تحصیل کرده می باشند و بسیاری از اهالی این روستا در سالهای متوالی به شهرهای دیگر کشور بخصوص خرم آباد، تهران، کرج و... مهاجرت کرده اند.

## جمعیت
این روستا در دهستان دوآب قرار دارد و بر اساس سرشماری مرکز آمار ایران در سال ۱۳۸۵، جمعیت آن ۲۷۱ نفر (۵۴ خانوار) بوده‌است.